# أودبينا
أودبينا (بالإنجليزية: Udbina)‏ هي قرية وبلدية في منطقة ليكا في كرواتيا. إداريا، أودبينا تتبع مقاطعة  ليكا-سينج (جنوب شرق كرواتيا) و يوجد فيها مطار صغير.